# Eremopterix nigriceps
La terrera negrita (Eremopterix nigriceps) es una especie de ave paseriforme de la familia Alaudidae propia de África y el suroeste de Asia, extendiéndose desde Mauritania y Cabo Verde hasta el noroeste de la India.

## Descripción

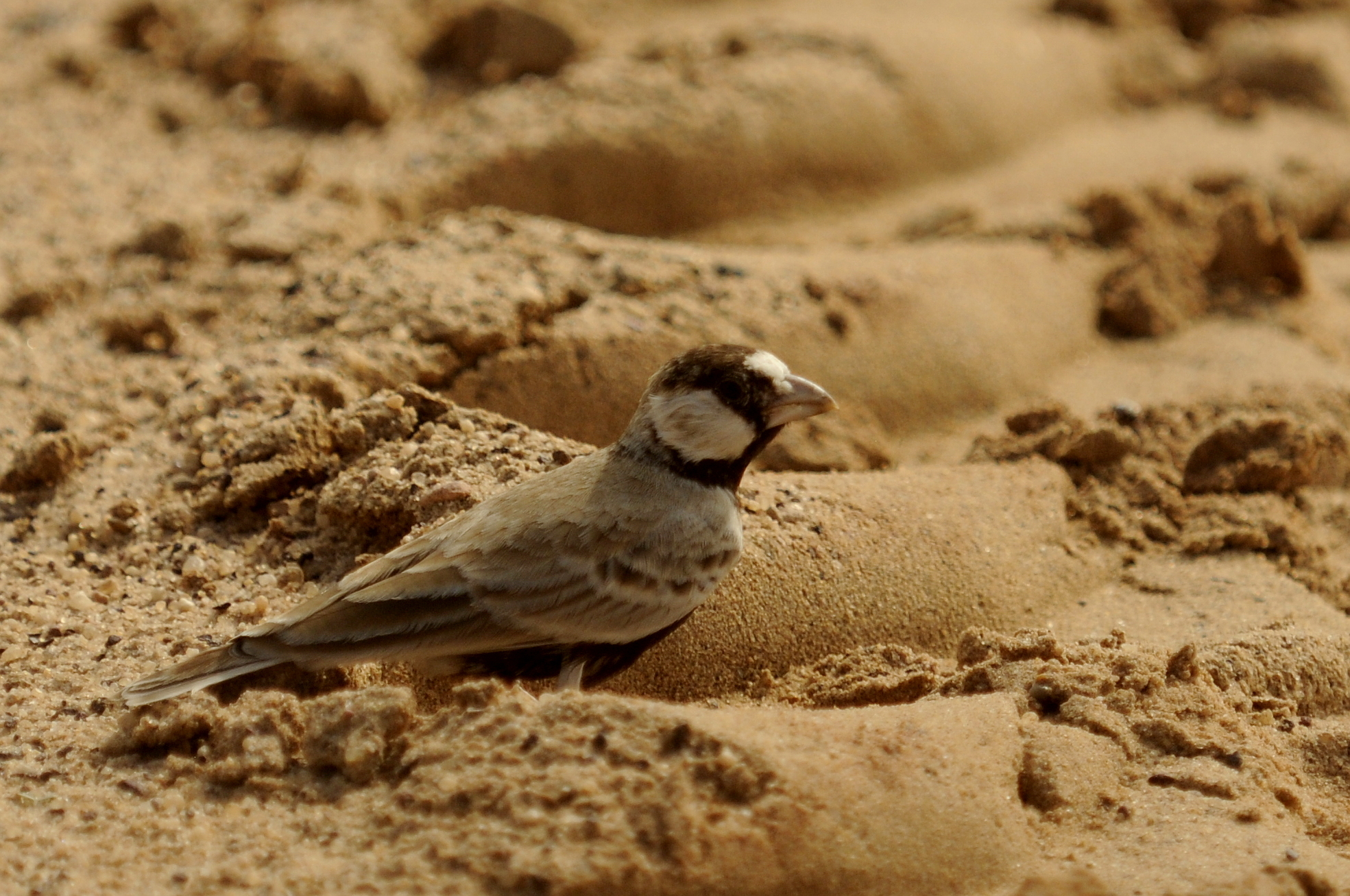
Macho en Rajastán, India.

La terrera negrita mide entre 11,5 y 12,5 cm de pico a cola. Los machos adultos se caracterizan por el patrón manchado de su cabeza, en el que la mayor parte es negra en contraste con las manchas blancas de sus mejillas y frente. Las partes superiores de su cuerpo son de color pardo grisáceo claro, mientras que las inferiores son negras, incluida la parte inferior de las alas, salvo las manchas blancas que tienen a ambos lados del pecho. Su cola es negruzca con los lados anteados y plumas centrales grises. Su pico es parduzco claro. Las hembras son muy diferentes. El plumaje de sus partes superiores es de color arena claro, con un ligero veteado en el píleo, y manchas blanquecinas alrededor del ojo y los laterales del cuello. Sus partes inferiores son blanquecas, salvo el veteado del pecho que es de color canela claro y las coberteras inferiores de las alas que son negras. Los juveniles son similares a las hembras pero con las plumas de la cabeza con las puntas anteadas.  

## Taxonomía
La terrera negrita fue descrita en 1839 por el ornitólogo inglés John Gould.
Se reconocen tres subespecies:
- E. n. nigriceps (Gould, 1839): endémica de Cabo Verde;
- E. n. albifrons (Sundevall, 1850): se extiende desde Mauritania y Senegal hasta Sudán;
- E. n. melanauchen (Cabanis, 1851): se encuentra desde el este de Sudán hasta  Somalia y el sur de Asia llegando al noroeste del subcontinente indio.

## Distribución y hábitat
La terrera negrita se encuentra en África a lo largo del Sahel y el archipiélago de Cabo Verde, y en el suroeste de Asia, desde la península arábiga hasta el noroeste del subcontinente indio.
La terrera negrita habita en sabanas y planicies áridas y semiáridas con matorrales y matas de hierba diseminadas, con preferencia por las zonas arenosas sobre las de suelo rocoso, y también se observan alrededor de las salinas.

## Comportamiento y ecología
Durante el calor de mediodía suelen permanecer a la sombra para reducir la pérdida de agua, e incluso se les ha avistado refugiados en las madrigueras de lagartos grandes. Para intentar regular su temperatura corporal también vuelan con las patas colgando exponiendo así su piel desnuda, o posados con la cara al viento y las alas colgando para incrementar la superficie expuesta al aire en movimiento. Fuera de la época de cría puede formar bandadas de hasta 50 individuos que se alimentan juntos, aunque a veces se han registrado grandes bandadas de varios cientos de individuos.

### Alimentación
La terrera negrita se alimenta principalmente de semillas, aunque también come insectos y otros pequeños invertebrados. Los polluelos en el nido son alimentados principalmente con insectos. En su hábitat tórridos suelen alimentarse principalmente por la mañana temprano y en el atardeder. Normalmente encuentra su alimento en el suelo, aunque a veces captura insectos al vuelo.

### Reproducción

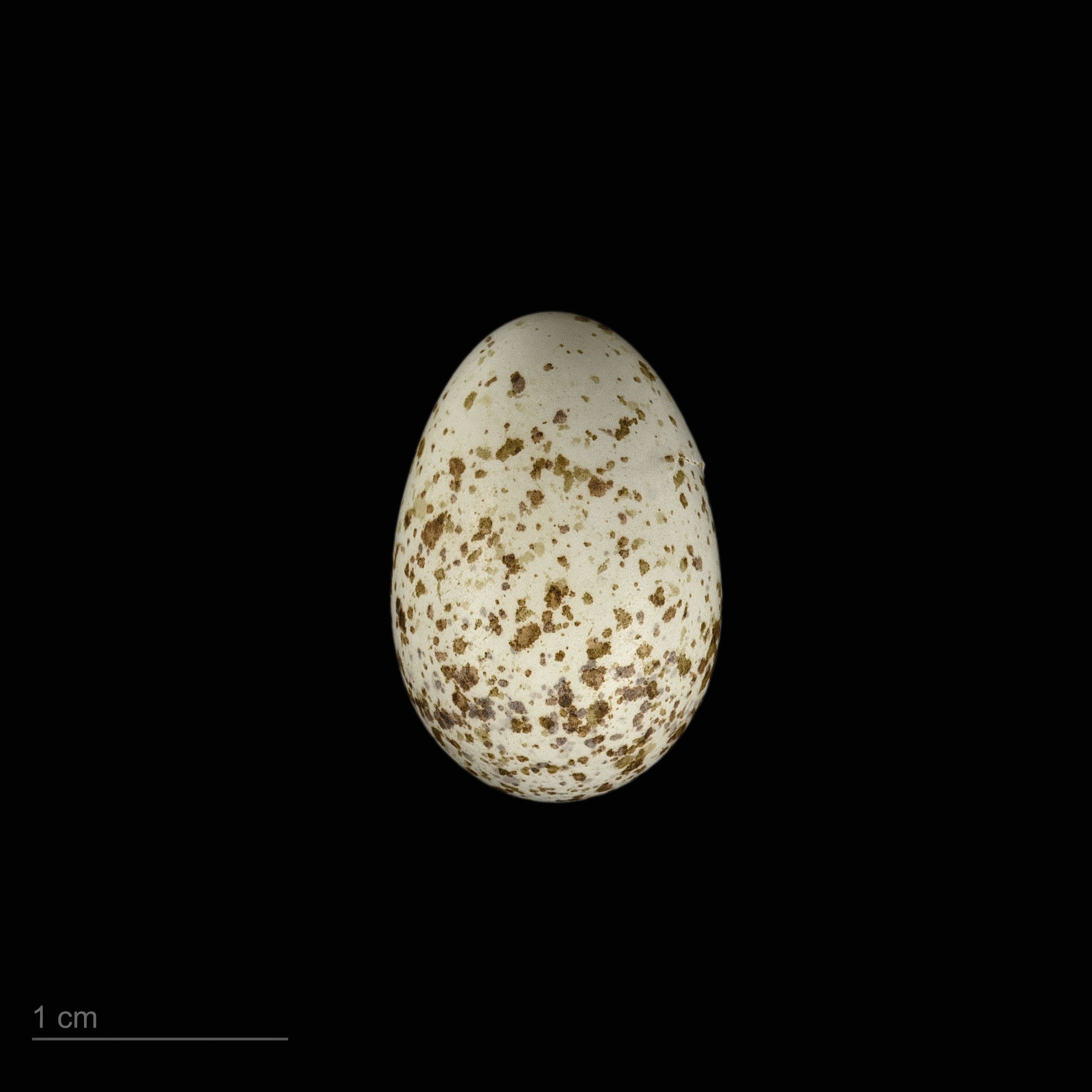
Eremopterix nigriceps nigriceps - (MHNT)

El macho de la terrera negrita realiza exhibiciones aéreas sobre su territorio de cría, en las cuales alza el vuelo rápidamente desde el suelo, para realizar círculos mientras canta, antes de dejarse caer en una serie de pequeños picado. Algunas veces el macho y la hembra realizan una exhibición juntos, con el macho persiguiendo a la hembra en un vuelo ondulane y lento. Normalmente crían durante los meses de verano, y a menudo tras las lluvias de modo que la cría se produzca cuando las condiciones son más favorables al menos durante algún tiempo. Su nido consiste en una depresión leve en el suelo forrada de materia vegetal, con el borde rodeado de pequeñas piedras o terrones de tierra. Suelen situar el nido escondido entre matorrales o matas de hierba, para proporcionarles sombra además de cobijo. Ambos sexos incuban sus 2 o 3 huevos, durante 11 o 12 días. Los polluelos empiezan a dejar el nido durante breves periodos alrededor de los seis días de edad, antes de que ser capaces de volar. Normalmente dejan el nido todos juntos a los ocho días de haber eclosionado. Poco después los polluelos se separan y cada uno de los adultos se ocupa de uno de ellos en solitario, lo que reduce el riesgo de que todos sean atrapados por un depredador. Si son más de dos polluelos generalmente el resto no sobrevive. Los pollos se desarrollan completamente alrededor de los 21 o 22 días y alcanzan la madurez sexual a año de edad.